# Бобан Лазаревић
Бобан Лазаревић (Горњи Локањ 6. новембар 1964 – Крњићи, 5. јул 1992) био је јереј Српске православне цркве, парох скелански и припадник Војске Републике Српске. Командовао је јединицом која се налазила у саставу Самосталног батаљона Скелани тада у саставу Источно-босанског корпуса ВРС. Погинуо је приликом напада Армије Републике БиХ на српска села Крњићи и Загони.

## Биографија
Рођен је у Горњи Локању код Зворника од оца Спасоја и мајке Боје. Прво је желио да похађа школу унутрашњих послова, али како су мјеста била попуњена уписује богословију. Богословију је завршио у Сремским Карловцима са одличним успјехом. У младалачким годинама се интезивно бавио спортом, посебно борилачким вјештинама. Занимао се и за ликовну умјетност. Иза њега је остао велики број цртежа, слика, најчешће икона и дубореза у дрвету. Био је ожењен са супругом Горданом са којом је имао троје дјеце: Немању, Вука и Христину.
Прву службу добио је у Лончарима код Орашја, гдје је службовао пет година. На овој парохији руководио је изградњом храма у Вучиловцу која је завршена за девет мјесеци. Потом добија службу у Скеланима гдје је био свештеник при цркви Светих апостола Петра и Павла. Опслуживао је 15 планинских села. Као једини свештеник у томе крају служио је у три цркве у Височнику, Карну и Крњићима. 
Почетак оружаних сукоба у СР Босни и Херцеговини, натјерао је свештеника Бобана Лазаревића да се стави на чело свог народа. Брзо је организовао јединицу која се састојала од 32 борца. За команданта ове јединице постављен је свештеник Лазаревић. Управо та јединица је често улијевала наду уплашеном народу тог краја. У недјељу 5. јула 1992. године припадници Армије Републике БиХ напали су на српска села Крњиће и Загоне. Свештеник Бобан Лазаревић убијен је у порти храма Светог Пророка Илије. Поред свештеника Лазаревића у том нападу је убијено још 15 цивила, а село је спаљено. Саборци су успјели да сакрију тијело свештеника Лазаревића и да га извуку након два дана. Сахрањен је код цркве у Локању. Опјело је одржао владика Василије, у присуству још 20 свештеника и неколико стотина мјештана Локања и других места.
У његову част одржава се Меморијални фудбалски турнир „Свештеномученик Бобан Лазаревић“ у оквиру "Петровданских дана" код манастира Топлица. Спомен бисте свештенику Бобану Лазаревићу подигнуте су поред храма Светих апостола Петра и Павла у Скеланима,